# Kepler-34b
Kepler-34b of Kepler 34 AB(b) is een exoplaneet die om twee sterren draait. De ontdekking werd gedaan door de Kepler-satelliet. Hij bevindt zich op een afstand van 6185 lichtjaar en heeft 289 dagen nodig om een volledige baan rond beide sterren te beschrijven. Het is een gasreus met een lage dichtheid. Beide sterren hebben een massa die vergelijkbaar (iets groter) is met die van de Zon. Door de aanwezigheid van twee sterren varieert de hoeveelheid zonlicht enorm: het verschil tussen zomer en winter bedraagt er 230%. Ter vergelijking: op Aarde verschilt dit 6%.